# Королівський коледж Кембриджа
Королівський Коледж Діви Марії та Святого Миколая (англ. The King's College of Our Lady and Saint Nicholas in Cambridge або Королівський Коледж англ. King's College) — один з 31-го коледжу Кембриджського університету.

## Історія

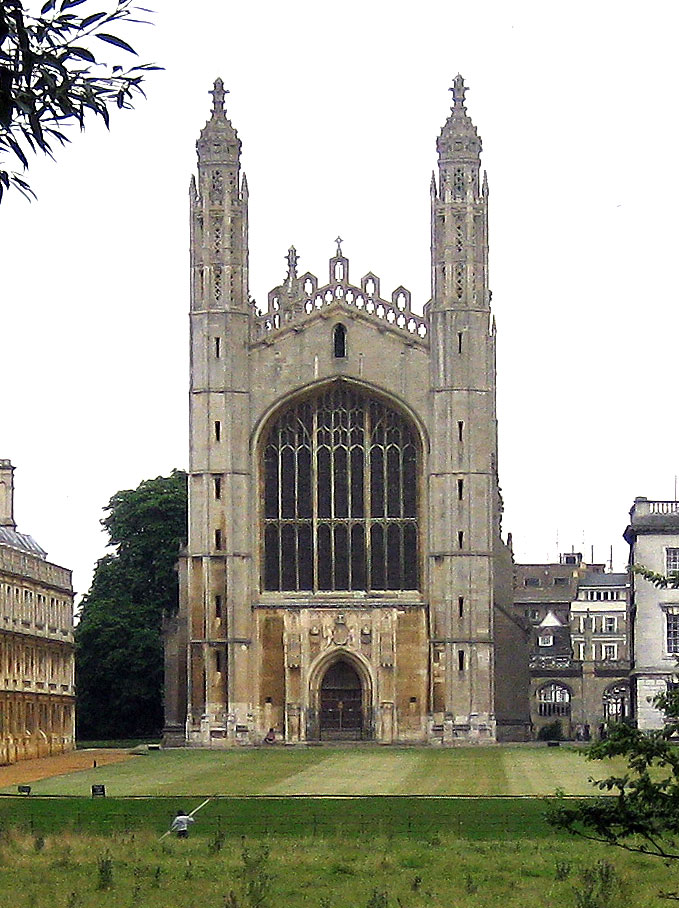
Каплиця Королівського коледжу

Коледж був заснований у 1441 році королем Генріхом VI, незабаром після заснування коледжу в Ітоні.
Будівництво каплиці при коледжі, розпочате у 1446 році, було завершено тільки в 1544 в часи короля Генріха VIII.
Каплиця Королівського коледжу вважається перлиною пізньоготичної архітектури. Найбільша у світі стеля з віяловими перекриттями, вітражні вікна і дерев'яний вівтар роблять каплицю унікальним шедевром готичної архітектури, а сама каплиця стала символом Кембриджа. Каплицю прикрашає картина Рубенса «Поклоніння волхвів». Хор каплиці відомий далеко за межами Кембриджа, а різдвяні піснеспіви транслюються щороку в переддень Різдва на каналі «BBC».
Сам коледж, який створювався як вельми скромна будівля, згодом перетворився у розкішний символ королівського покровительства. Коледж отримав значні феодальні привілеї укупі з щедрими пожертвами королівської казни.
Довгі роки в Королівському коледжі навчалися тільки сімдесят випускників Ітону. У 1865 році коледж вперше прийняв студентів, які не були вихідцями з Ітона. Зараз зв'язок з Ітоном ослаб, але досі існує спеціальна стипендія тільки для випускників Ітону. В Королівський коледж зараз вступає більше випускників державних шкіл, ніж у инші коледжі Кембриджа, і, якщо студент походить з робочої сім'ї, йому набагато легше освоїтися саме у Королівському коледжі. Можливо, саме це зумовило високу політичну активність студентів Королівського коледжу, їх участь в акціях протесту та страйках.
Політичні об'єднання Королівського коледжу традиційно дотримуються лівих поглядів — аж до отримання епітета «червоний королівський» коледж.

## Відомі випускники
- Джеймс Монтегю Родс (1862—1936) — англійський письменник, історик.
- Едвард Морган Форстер (1879—1970) — англійський романіст та есеїст.
- Роберт Волпол (1676—1745) — перший прем'єр-міністр Великої Британії.
- Джордж Сантаяна (1863—1952) — філософ.
- Джон Мейнард Кейнс (1883—1946) — економіст.
- Галуст Гюльбенкян (1869—1955) — британський фінансист, магнат і філантроп
- Руперт Брук (1887—1915) — поет.
- Алан Тьюринг (1912—1954) — математик.
- Фредерік Сенгер (1918—2013) — хімік
- Салман Рушді (нар. 1947) — письменник.
- Патрік Блекетт (1897—1974) — англійський фізик.
- Патрік Діксон (нар. 1957)—письменник і бізнес-консультант.